# Кубок СРСР з футболу 1950
Кубок СРСР з футболу 1950 — 11-й розіграш кубкового футбольного турніру в СРСР, який відбувся в вересні-листопаді 1950 року. Володарем Кубка вп'яте став московський «Спартак».

## Попередній раунд
| Команда 1              | Рахунок | Команда 2                 |
| ---------------------- | ------- | ------------------------- |
| Динамо (Петрозаводськ) | 0 – 5   | Буревісник (Кишинів)      |
| Динамо (Степанакерт)   | 0 – 2   | Харчовик (Одеса)          |
| Трактор (Таганрог)     | 2 – 1   | Спартак (Тбілісі)         |
| К-да міста Махарадзе   | 0 – 3   | Динамо (Єреван)           |
| Буревісник (Фрунзе)    | 1 – 6   | Червоний Прапор (Іваново) |

## Перший раунд
| Команда 1                       | Рахунок | Команда 2                  |
| ------------------------------- | ------- | -------------------------- |
| Трудові резерви (Чарджоу)       | [ 1 ]   | Більшовик (Сталінабад)     |
| Спартак (Ужгород)               | 0 – 1   | Торпедо (Сталінград)       |
| Металург (Запоріжжя)            | 5 – 0   | Локомотив (Петрозаводськ)  |
| Динамо-2 (Ленінград)            | 1 – 7   | ВМС (Москва)               |
| БО (Новосибірськ)               | 5 – 0   | Спартак (Ашхабад)          |
| Буревісник (Бендери)            | 1 – 7   | Динамо (Мінськ)            |
| Динамо (Джамбул)                | 1 – 2   | Нафтовик (Баку)            |
| Трудові резерви (Фрунзе)        | 17 – 0  | Харчовик (Чуйська область) |
| Інкарас (Каунас)                | 1 – 3   | Динамо (Київ)              |
| Червоний Прапор (Іваново)       | 1 – 2   | Динамо (Єреван)            |
| Завод машинобудування (Ташкент) | 0 – 4   | Трактор (Таганрог)         |
| Харчовик (Одеса)                | 0 – 2   | Буревісник (Кишинів)       |

## Другий раунд
| Команда 1                      | Рахунок  | Команда 2                 |
| ------------------------------ | -------- | ------------------------- |
| Червона Армія (Сталінабад)     | 0 – 1    | Торпедо (Горький)         |
| Динамо (Мінськ)                | [ 3 ]    | Кольорові метали (Балхаш) |
| БО (Петрозаводськ)             | 1 – 2    | Калев (Таллінн)           |
| Червоний прапор (Ленінакан)    | 0 – 3    | Локомотив (Москва)        |
| Завод машинобудування (Тамбов) | 1 – 7    | Локомотив (Харків)        |
| К-да міста Кіровакан           | 0 – 1    | Дзержинець (Челябінськ)   |
| БО (Тбілісі)                   | 5 – 3 дч | ЦБЧА-2 (Москва)           |
| БО (Свердловськ)               | 5 – 1    | Спартак (Вільнюс)         |
| Труд (Кишинів)                 | 0 – 10   | Шахтар (Сталіне)          |
| Торпедо (Мінськ)               | 2 – 3    | Даугава (Рига)            |
| Сарканайс металургс (Лієпая)   | 0 – 3    | Торпедо (Москва)          |
| БО (Рига)                      | 1 – 2 дч | Динамо (Тбілісі)          |
| БО (Ашхабад)                   | 1 – 5    | Крила Рад (Куйбишев)      |
| Динамо (Таллінн)               | 5 – 3    | Динамо (Алма-Ата)         |
| Ельняс (Шяуляй)                | 2 – 3    | БО (Ташкент)              |
| БО (Мінськ)                    | 10 – 1   | Трудові резерви (Чарджоу) |
| Динамо (Ташкент)               | 0 – 8    | ВПС (Москва)              |
| Металург (Запоріжжя)           | 2 – 3    | Торпедо (Сталінград)      |
| ВМС (Москва)                   | 3 – 1    | Нафтовик (Баку)           |
| БО (Новосибірськ)              | 4 – 1    | Трудові резерви (Фрунзе)  |
| КБФ (Таллінн)                  | 2 – 4    | Динамо (Київ)             |
| Динамо (Єреван)                | 5 – 2 дч | Трактор (Таганрог)        |
| Динамо (Сталінабад)            | 0 – 4    | Буревісник (Кишинів)      |
| Трудові резерви (Баку)         | 1 – 4    | Динамо (Ленінград)        |

## Третій раунд
| Команда 1               | Рахунок | Команда 2            |
| ----------------------- | ------- | -------------------- |
| Даугава (Рига)          | 0 – 1   | Локомотив (Москва)   |
| Шахтар (Сталіне)        | 2 – 1   | Торпедо (Горький)    |
| Крила Рад (Куйбишев)    | 1 – 0   | БО (Тбілісі)         |
| Дзержинець (Челябінськ) | 0 – 2   | ВПС (Москва)         |
| Динамо (Тбілісі)        | 3 – 1   | Торпедо (Москва)     |
| БО (Свердловськ)        | 1 – 0   | Динамо (Ленінград)   |
| Локомотив (Харків)      | 0 – 2   | БО (Ташкент)         |
| Калев (Таллінн)         | 3 – 0   | Динамо (Таллінн)     |
| Торпедо (Сталінград)    | 3 – 1   | БО (Мінськ)          |
| Динамо (Київ)           | 2 – 3   | Динамо (Єреван)      |
| Динамо (Мінськ)         | 2 – 1   | БО (Новосибірськ)    |
| ВМС (Москва)            | 2 – 3   | Буревісник (Кишинів) |

## 1/8 фіналу
| Команда 1            | Рахунок  | Команда 2            |
| -------------------- | -------- | -------------------- |
| Локомотив (Москва)   | 3 – 1    | Шахтар (Сталіне)     |
| ВПС (Москва)         | 2 – 1    | Динамо (Тбілісі)     |
| Калев (Таллінн)      | 2 – 1    | БО (Свердловськ)     |
| ЦБЧА (Москва)        | 2 – 1    | Торпедо (Сталінград) |
| Зеніт (Ленінград)    | 3 – 1 дч | Динамо (Мінськ)      |
| Динамо (Москва)      | 7 – 0    | Динамо (Єреван)      |
| Спартак (Москва)     | 7 – 0    | Буревісник (Кишинів) |
| Крила Рад (Куйбишев) | 2 – 0    | БО (Ташкент)         |

## 1/4 фіналу
| Команда 1        | Рахунок  | Команда 2            |
| ---------------- | -------- | -------------------- |
| ВПС (Москва)     | 0 – 1    | Крила Рад (Куйбишев) |
| ЦБЧА (Москва)    | 2 – 0    | Калев (Таллінн)      |
| Динамо (Москва)  | 3 – 2 дч | Локомотив (Москва)   |
| Спартак (Москва) | 3 – 1    | Зеніт (Ленінград)    |

## Півфінали
| Команда 1       | Рахунок | Команда 2            |
| --------------- | ------- | -------------------- |
| Динамо (Москва) | 7 – 0   | Крила Рад (Куйбишев) |
| ЦБЧА (Москва)   | 0 – 4   | Спартак (Москва)     |

## Фінал
| 6 листопада 1950 |

| «Спартак»                               | 3 – 0 | «Динамо» |
| --------------------------------------- | ----- | -------- |
| Тімаков 35' Терентьєв 40' Дементьєв 65' | Звіт  |          |

| «Динамо» (Москва) Глядачів: 60 000 Арбітр: Микола Латишев (Москва) |